# Abdoulaye Sékou Sow
Abdoulaye Sékou Sow (* 1931 in Bamako; † 27. Mai 2013 ebenda) war ein malischer Jurist und Politiker. Er war von 1993 bis 1994 Premierminister von Mali.

## Werdegang
Nach dem Besuch der École Jean Louis Monod de Médina Coura, am Lycée Terrasson de Fougères und dem Lycée de Montpellier studierte Sow Philosophie an der Fakultät für Literatur und Humanwissenschaften an der Université Montpellier III (Université Paul Valéry) wie auch Psychopädagogik an der École normale supérieure de Fontenay-Saint-Cloud. Darüber hinaus absolvierte Sow ein Studium der Rechtswissenschaften und der Wirtschaftswissenschaften in Paris, das er mit einem Doktortitel in Öffentlichem Recht (Docteur d’État en Droit public) sowie der Zulassung zum Rechtsanwalt (Certificat d'Aptitude à la Profession d'Avocat, CAPA) beendete.
Nach seiner Rückkehr nach Mali trat er in den Staatsdienst und war zunächst Erster Direktor für Tourismus anschließend 1968 bis 1969 Direktor der École Nationale d'Administration (ENA) sowie Technischer Berater der Ministerien für Industrielle Entwicklung und Energie und Bergbau. Zwischen 1976 und 1977 war er erneut Direktor der ENA. 1977 schied er aus dem öffentlichen Dienst aus und war in den folgenden Jahren als Notar tätig.
Nach dem Sturz des Regimes von General Moussa Traoré am 26. März 1991 gehörte er zu den Mitgründern der Alliance pour la démocratie au Mali-Parti africain pour la solidarité et la justice (ADEMA-PASJA).
Im Juni 1992 wurde er zum Staatsminister für Verteidigung in die Regierung von Younoussi Touré berufen. Am 12. April 1993 wurde er von Präsident Alpha Oumar Konaré als Nachfolger von Touré zum Premierminister ernannt. Während seiner bis zum 4. Februar 1994 dauernden Amtszeit übte er zugleich das Amt des Verteidigungsministers aus.
Im Anschluss war er wiederum als Notar tätig. Zugleich wurde er Herausgeber mehrerer Zeitschriften wie „Revue du citoyen“ und „Études et documents“, aber auch Autor zahlreicher Fachaufsätze zu Themen aus der öffentlichen Verwaltung und dem Verwaltungsrecht.
Im April 2003 wurde er zum Mitglied des Verfassungsgerichtshofes (Cour Constitutionnelle) ernannt.
Sein 2008 veröffentlichten Buch „L'État démocratique républicain: la problématique de sa construction au Mali“, in dem er sich mit der politischen Situation während des Putschversuchs 1993 und des damaligen Bürgerkriegs mit den Tuareg auseinandersetzte, führte zu Kontroversen in der Öffentlichkeit.

## Veröffentlichungen
- „L'État démocratique républicain : la problématique de sa construction au Mali“, Éditions Grandvaux, Brinon-sur-Sauldre, 2008, ISBN 978-2-909550-61-9